# Ivano Fracena
Ivano Francena (im Trentiner Dialekt: Castèlo de Ivàn, deutsch veraltet: Yfän) ist eine Fraktion der Gemeinde (comune) Castel Ivano und war bis 30. Juni 2016 eine selbständige Gemeinde im Trentino in der Region Trentino-Südtirol.  

## Geografie
Der Ort liegt etwa 31,5 Kilometer östlich von Trient auf einer Höhe von 452 m.s.l.m. auf der orographisch linken Talseite  im Suganertal und gehört zur Talgemeinschaft Comunità Valsugana e Tesino.

## Geschichte
Das Castel Ivano über dem Ort, geht bis in die Zeit der Langobarden, auf das Ende des 6. Jahrhunderts zurück. Die Bug diente früher als Sitz eines eigenen Gerichts. Die erste urkundliche Erwähnung stammt aus dem Jahr 1187. 1412 eroberte der Tiroler Landesfürst Herzog Friedrich IV. Schloss und Herrschaft und ließ in Folge Ivano durch einen Schlosshauptmann verwalten. 1781 erhielt der Ort einen eigenen Seelsorger, der den Gottesdienst zunächst in der früheren Einsiedlerkirche San Vendemiano abhielt. In den 1830er Jahren zählte Ivano 270 Einwohner. Die ehemals selbstständige Gemeinde wurde 2016 der Gemeinde Ivano Fracena angeschlossen. 

## Sehenswürdigkeiten
- Castello di Ivano
- Kapelle San Vendemiano aus dem 16. Jahrhundert
- Kirche San Giuseppe, erbaut 1923

## Persönlichkeiten
- Jakob II. Trapp († 1475), Oberstlandhofmeister von Tirol, zeitweise Pfleger von Ivano
- Jakob von Boymont-Payrsberg (1527–1581), Tiroler Adliger und Höfling